# Šmarna hrušica
Šmarna hrušica (znanstveno ime Amelanchier lamarckii) je listopaden večdebelni visok grm z užitnimi plodovi, ki izvira iz vzhodnega dela Severne Amerike, a je danes divje razširjena tudi po Evropi.

## Opis
Rastlina ima bele zvezdaste cvetove, zaradi česar je šmarna hrušica zanimiva tudi kot okrasno drevo v vrtovih in parkih. Plodovi so sprva rdeči, ko dozorijo pa postanejo temno škrlatne barve. Okus izjemno sladkih plodov spominja na jabolka.
Listi so sprva bakrene barve, pozneje pa postanejo zeleni V jeseni se pobarvajo oranžno rdeče. Šmarna hrušica je odporna na mraz, veter in sušo.